# خچناروویتسه
خچناروویتسه (به لهستانی:  Hecznarowice) یک روستا در لهستان است که در گمینا ویلاموویتسه واقع شده‌است. خچناروویتسه ۲٬۳۱۶ نفر جمعیت دارد و ۲۸۷ متر بالاتر از سطح دریا واقع شده‌است.